# Reinhard Konzack
Reinhard Konzack (* 1950 in Berlin), genannt Conny Konzack, ist ein deutscher Künstlermanager, Impresario und Kunstsammler, der sich als Inhaber des Berliner Kant-Kinos und Konzertveranstalter der OFF-Kultur einen Namen machte.

## Karriere
Konzack wuchs in Berlin-Neukölln auf und absolvierte von 1971 bis 1974 eine Ausbildung zum Textileinzelhandelskaufmann. Von 1974 bis 1975 war er Verlagsmitarbeiter beim Stadtmagazin Hobo (später: Zitty). 1975 übernahm er das etwas heruntergekommene Kant-Kino im Berliner Ortsteil Charlottenburg und wandelte es in ein Programmkino um, das deutsches, europäisches und amerikanisches Autoren-Kino zeigte, sowie auch Musikfilme. Ebenso wurde er bis Juni 1984 Betreiber des Sputnik-Kino in Berlin-Wedding

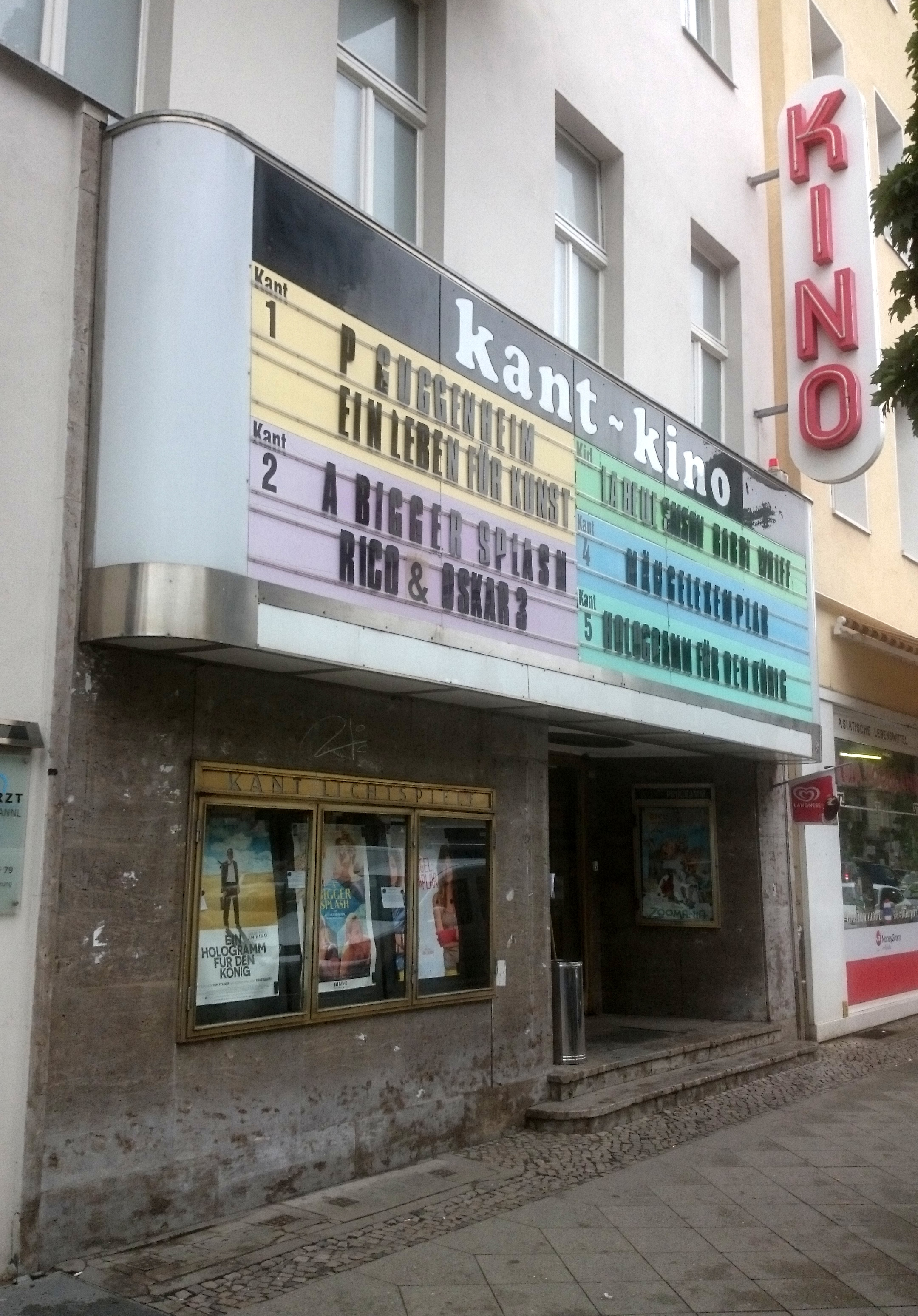
Eingang zum Kant-Kino

Ab Winter 1975/1976 organisierte Konzack gemeinsam mit Michael Duwe, dem späteren Gründer der Albatros Concerts regelmäßige Konzerte, sodass das Kino zu einem Veranstaltungsort der entstehenden Punk- und New-Wave-Szene wurde. Am Heiligen Abend 1975 feierte Duwe mit seiner Band Metropolis die Premiere einer auf Ray Bradburys The Illustrated Man basierende Multimedia-Show. Die Konzerte, anfangs nur als Werbemaßnahme für das Kino gedacht, machten das Kino mit einem notfalls 800 Menschen fassenden Saal schnell zu einer der interessantesten Spielstätten der 1970er und 1980er Jahre in Berlin.
Anfangs traten deutsche Bands auf, zu denen sich sehr schnell bekannte Namen gesellten. 1976 trat die in Köln gegründete avantgardistische Band Can auf oder die Politrock-Band Lokomotive Kreuzberg. Später folgten dann Bands wie Doctors of Madness, Mink DeVille, Jam, Ultravox, Police, B-52s, Dr. Feelgood, Suicide, Mekanïk Destruktïw Kommandöh und nahezu aller anderen Größen der älteren und neueren britischen und US-amerikanischen Rockmusik. Auch Rockbands aus der DDR wie die Puhdys oder City hatten ihre Auftritte im Kant-Kino. Am 17. Februar 1981 fand das erste Berlin-Konzert von U2 hier statt. Die britische Truppe Simple Minds widmete dem Veranstaltungsort sogar ein knapp zwei Minuten langes Instrumentalstück. Der Track Kant-Kino erschien auf ihrer 1980 veröffentlichten LP Empires and Dance.
Daneben traten aber auch Künstler wie der österreichische Pianist und Komponist Friedrich Gulda oder der amerikanische Jazzflötist Jeremy Steig traten auf Konzacks Initiative hier auf.
Das Kant-Kino zog auch viele Berliner Musiker an, Bands wie PVC, Morgenrot, Nina Hagen und Spliff traten hier auf. Das Konzert der Vibrators im Frühjahr 1977 im Kant-Kino gilt als Startzeichen für die Bildung der ersten Berliner Punk-Band, PVC. In den ersten fünf Konzertjahren hatten über 220 Musiker und Bands ihre Termine im Kant-Kino. Die Nachfrage explodierte und bald waren die Kapazitäten im Kant-Kino erschöpft. Neue und andere Orte mussten her.
Von 1977 bis 1983 war er Geschäftsführer und Gesellschafter der Albatros Concert GmbH, da sich Duwe aus diesem Geschäft zurückzog. Die Firma führte u. a. die ersten Konzerte ab Mitte der 1970er Jahre in der Berliner Waldbühne durch und organisierte das erste Konzert vor dem Reichstag mit u. a. mit Ideal und Barclay James Harvest.
Von 1982 bis 1983 beteiligte er sich an der Planung und Durchführung der europäischen Uraufführung des rekonstruierten Films Napoleon von Abel Gance, präsentiert durch Francis Ford Coppola in der Waldbühne mit anschließender Deutschlandtournee. Der erwünschte Erfolg blieb aber aus, sodass Konzack für die Albatros Insolvenz anmelden musste, was auch das Ende der Konzerte im Kant-Kino bedeutete.
Daneben war Konzack von 1983 bis 1996 als Geschäftsführer und Gesellschafter der hit & run promotion GmbH als Künstlermanager für Die Ärzte, DÖF, Humpe & Humpe, Extrabreit u. a. 1987 beteiligte er sich an der Mitgestaltung des Ausstellungsprojektes Gefühl und Härte – Zur Geschichte der deutschen Rockmusik für das Goethe-Institut.
Von 1987 bis 1991 war Konzack Geschäftsführer und Gesellschafter der Konzertveranstalter Zetka Show & Concert GmbH mit der er u. a. das Konzert für Berlin am 12. November 1989 anlässlich des Mauerfalls produzierte. Vom Konzert entstand ein Dokumentarfilm, der bei den Internationalen Filmfestspielen Berlin 1990 Premiere hatte. Ab 1991 beschäftigte sich Konzack mit Merchandising und Eventmarketing, bis er sich 2001 aus dem Berufsleben zurückzog.

## R.C.K Kunststiftung
Seit dem Mauerfall begann er angeregt durch seine Bekanntschaft zu Wolfgang Mertens von der Kunsthalle DEPLANA Kunstwerke zu sammeln, 2007 gründete er die R.C.K Kunststiftung, in die ein großer Teil seiner über 200 Werke einflossen, mit der Vorgabe die Sammlung zu erhalten und öffentlich zugänglich zu machen. 2009 fand eine erste Ausstellung in Berlin statt. Seit 2015 lebt Konzack in Damshagen in Mecklenburg-Vorpommern.